# Bantam Car Company

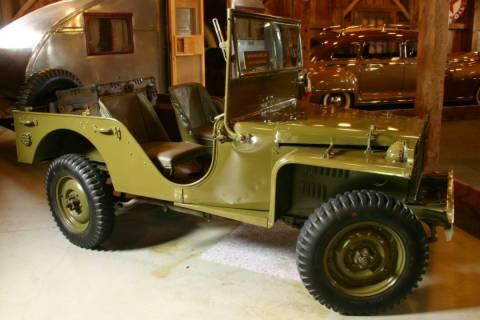
Una jeep Bantam al Gilmore Car Museum di Hickory Corners, Michigan

La Bantam Car Company, nota anche come American Bantam fu un'industria automobilistica fondata nel 1935 a Butler in Pennsylvania a seguito della bancarotta dell'American Austin Car Company, che era la sussidiaria della British Austin Motor Company per gli USA.
La Bantam (il cui nome in inglese indica una razza nana di un qualunque tipo di pollame) è passata alla storia per aver prodotto per l'US Army la BRC-40 (Bantam Reconnaissance Car), il prototipo della Jeep.

## Storia

### American Austin Car Company

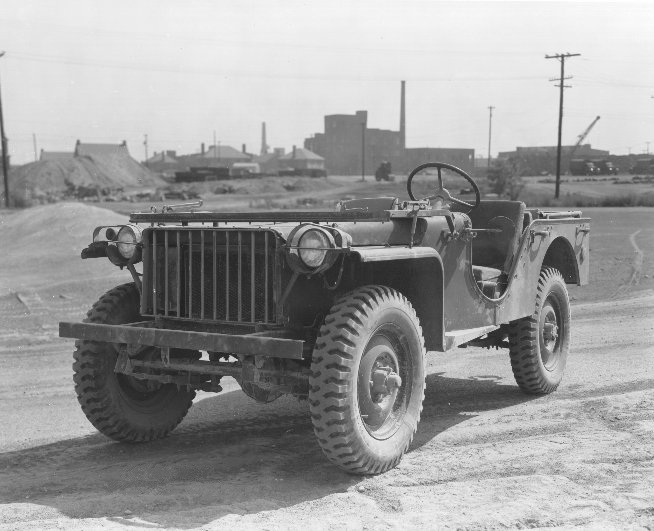
Una Bantam BRC40 4×4 Light Reconnaissance Vehicle

La American Austin Car Company fu fondata nel 1929 per assemblare e vendere negli USA una versione rivista della britannica Austin Seven, prodotta dalla Austin oltre l'Atlantico. A causa dell'inadeguatezza della piccola Seven alle esigenze date dai grandi spazi americani e alla recessione economica (Grande depressione), l'azienda, che pure aveva venduto circa 20.000 macchine, nel 1934 si trovò in gravi difficoltà, dovette interrompere la produzione e dichiarare bancarotta.

### American Bantam

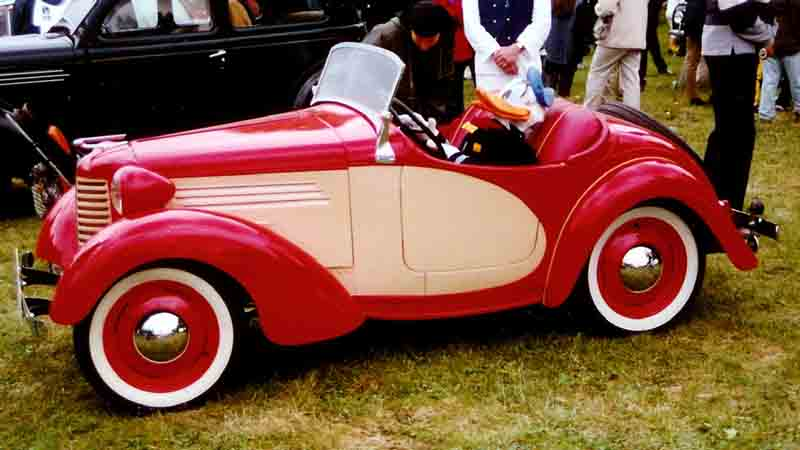
Una American Bantam Model 60 Roadster del 1938, il pupazzo di Paperino alla guida suggerisce immediatamente che questo tipo di auto sia stato d'ispirazione per la celebre 313 del famoso papero Disneyano.

Nel 1935 Roy Evans, ex-direttore delle vendite per la Austin, rilevò la società e la riorganizzò chiamandola Bantam. La produzione riprese nel 1937, ma con scarso successo. Sembra che la Bantam del 1938 sia stata il modello di ispirazione per i disegnatori della Walt Disney per il disegno dell'auto di Paperino.

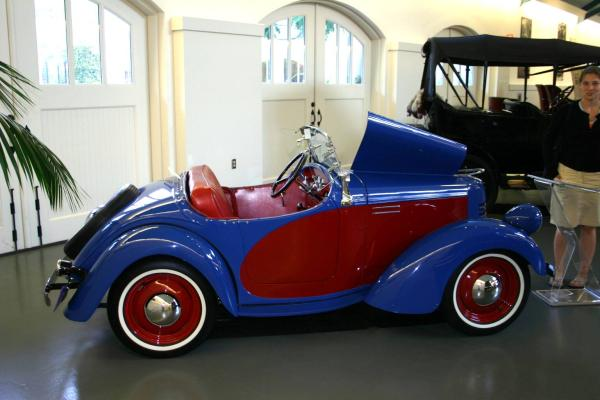
Una American Bantam del 1939

Dalla fondazione fino al 1940 la Bantam aveva prodotto in tutto soltanto 6.000 esemplari, tanto che nel 1940 annoverava solo 15 dipendenti.
La forza della società, che stava nel riuscire a produrre buone macchine anche in modelli molto piccoli e compatti, non sembrava essere apprezzata dal mercato americano.
Proprio nel 1940, a giugno, l'US Army emise una specifica per un veicolo a quattro ruote motrici, capace di trasportare 272 kg di carico e con peso a vuoto inferiore a 580 kg, con il vincolo che il progetto doveva essere consegnato dopo appena un mese. L'unica azienda a riuscire a soddisfare la specifica fu proprio la Bantam, grazie al suo progettista Karl K.Probst.
Il veicolo si chiamava BRC-40 (o anche LRV-40, Light Reconnaisance Vehicle), e ne furono ordinate dall'esercito americano una prima serie di 70 e subito dopo altre 1500.
Sembrava essere la rivincita del Davide Bantam sui Golia, Ford e Willys-Overland, che non erano stati capaci di soddisfare la specifica in tempo; in realtà successivamente la maggior parte delle Jeep usate durante la seconda guerra mondiale furono prodotte da queste ultime due case. Infatti sembra che l'esercito americano abbia passato i progetti della Bantam alla concorrenza, mettendo in grado la Willys di produrre il prototipo chiamato Quad (un clone della BRC-40, diversa solo per piccoli particolari, più estetici che altro - come il radiatore anteriore - e nella motorizzazione più potente, 60 CV contro i 45 HP della BRC).
Il modello della Willys, denominato MB, vinse il bando successivo e ne vennero prodotte complessivamente 600.000 esemplari, di cui circa la metà in licenza dalla Ford come GPW (General Purpose Willys).
In tutto ciò la Bantam si era ridotta a produrre i rimorchi proprio per le Jeep che costruivano i concorrenti.
Nel 1956 la Bantam fu comprata dalla Armco Steel Company e cessò di esistere.